# Alexander Nevski-kathedraal (Warschau)
De Kathedraal van de Heilige Alexander Nevski (Pools: Sobór św. Aleksandra Newskiego, Russisch: Александро-Невский собор) was een Russisch-orthodoxe kathedraal in de Poolse hoofdstad Warschau. De kathedraal werd in de jaren 1894-1912 door de autoriteiten van Warschau gebouwd naar ontwerp van de Russische architect Leon Benois, toen de stad nog deel uitmaakte van het keizerrijk Rusland. De kathedraal was met een hoogte van 70 meter op het moment van voltooiing het hoogste gebouw van Warschau. Na de Pools-Russische Oorlog werd de kathedraal, amper 15 jaar na de voltooiing, in het midden van de jaren 20 volledig gesloopt. De kathedraal die stond op een van de belangrijkste pleinen van de stad werd door een meerderheid van de Poolse autoriteiten beschouwd als een symbool van russificatie.

## Geschiedenis
Het idee een grote Russisch-orthodoxe kathedraal in Warschau te bouwen was afkomstig van de Poolse gouverneur-generaal Iosif Vladimirovitsj Goerko. Hij maakte zijn wens per brief kenbaar aan tsaar Alexander en wees de tsaar er op dat er voor de 42.000 orthodoxe bewoners van Warschau veel te weinig plaats was in de bestaande kerken. Op 28 augustus 1893 werd een comité gevormd voor de kathedraalbouw met de gouverneur-generaal als voorzitter. Vanuit het hele rijk werden donaties verzameld voor de nog te bouwen kathedraal; de rest van de bijdragen waren afkomstig van gemeenten binnen Goerko's jurisdictie en een omstreden opgelegde belastingverhoging aan de inwoners van de stad Warschau. Tegen het jaar 1900 was de bouw goeddeels voltooid en op 9 november werd een kruis geïnstalleerd op de grootste koepel. De 70 meter hoge klokkentoren met 14 klokken, waarvan één tot de vijf grootste klokken van het Rijk behoorde, was nu het hoogste gebouw van heel Warschau. Het werk aan het interieur ging echter nog 12 jaar voort. De fresco's werden geschilderd door Viktor Vasnetsov; Andrei Rjaboesjkin en Viktor Vasnetsov ontwierpen 16 panelen met mozaïeken voor de kathedraal en bij de decoratie van de kathedraal werd gebruikgemaakt van marmer, graniet en kostbare halfedelstenen. Op 20 mei 1912 sprak aartsbisschop Nicolaas van Warschau tijdens de wijding van de kathedraal: De bouwers van deze kathedraal hadden niets vijandigs in hun gedachten jegens de ons omringende niet-orthodoxe omgeving, dwang is niet de aard van de Oosters-orthodoxe Kerk.

## De vernietiging
De Eerste Wereldoorlog leidde in augustus 1915 tot een evacuatie van de Russische gemeenschap van Warschau. Daarmee verdwenen ook de orthodoxe bewoners en geestelijken. Tijdens hun vlucht namen zij vele kostbare kunstwerken van hun kathedraal mee naar Rusland. Gedurende de Duitse bezetting in 1915-1918 werd de kathedraal in gebruik genomen als Duitse garnizoenskerk en vernoemd naar Hendrik de Heilige. Ten behoeve van de oorlogsvoering werd het koper van het dak gehaald, hetgeen leidde tot steeds meer waterschade in de kerk. De inrichting van de kerk werd aangepast aan de lutherse inrichting; er werden stoelen geplaatst en een orgel geïnstalleerd.
Nadat Polen in 1918 haar onafhankelijkheid herkreeg werd de kathedraal onderwerp van een intens debat dat jaren in beslag nam. Voor sommige Polen was de kathedraal een symbool voor Russische heerschappij, anderen daarentegen beschouwden het gebouw als een belangrijk monument dat verdiende behouden te blijven. Er werden voorstellen gedaan om er een rooms-katholieke kerk van te maken. Ook werd een voorstel gedaan om het gebouw een museale functie te geven. De tegenstanders bleken toch meer invloed te hebben en samen met bijna alle andere Russisch-orthodoxe kerkgebouwen van de stad werd de kathedraal in de jaren 1924-1926 met de grond gelijk gemaakt. Zelfs toen men al bezig was met de afbraak waren er nog pogingen om de kathedraal te redden, bijvoorbeeld toen in de zomer van 1924 een lid van de Poolse senaat een gepassioneerd pleidooi hield voor het behoud van het gebouw. Dergelijke geluiden werden echter weggehoond door de voorstanders van de afbraak. Degene die de kathedraal wenste te behouden werd bovendien een gebrek aan patriottisme verweten.
Om de kathedraal te vernietigen waren er 15.000 gecontroleerde explosies nodig. Vlak voor de vernietiging werd het hoogwaardige marmer uit de kathedraal gehaald en in andere gebouwen van Warschau verwerkt. Sommige mozaïeken kregen een nieuwe plek in de Orthodoxe kathedraal van Baranavitsjy. Andere fragmenten werden na een jarenlang verblijf in het Nationale Museum van Warschau geplaatst in de Maria Magdalena-kathedraal in het stadsdeel Praga van Warschau.

## Afbeeldingen

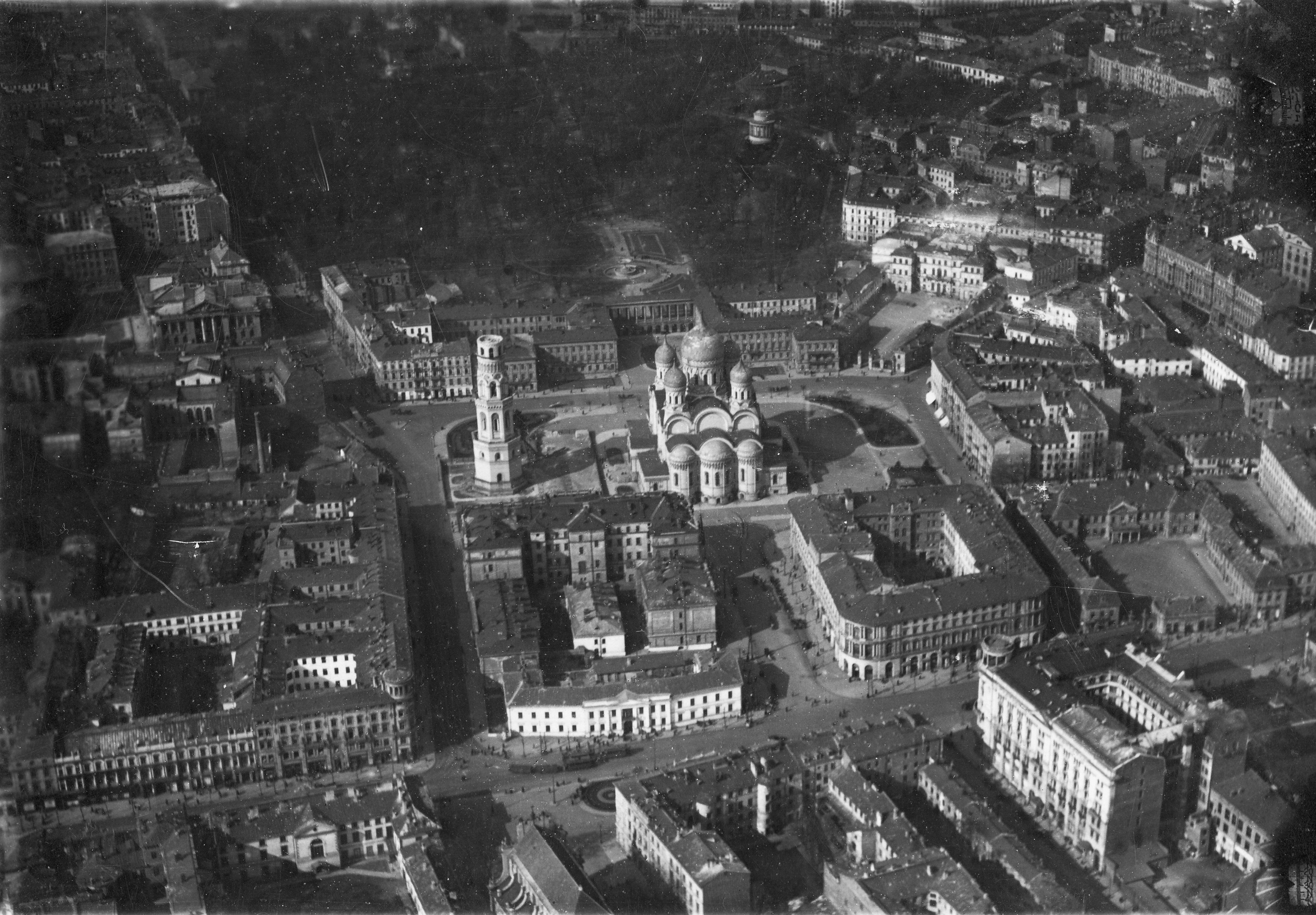
luchtfoto
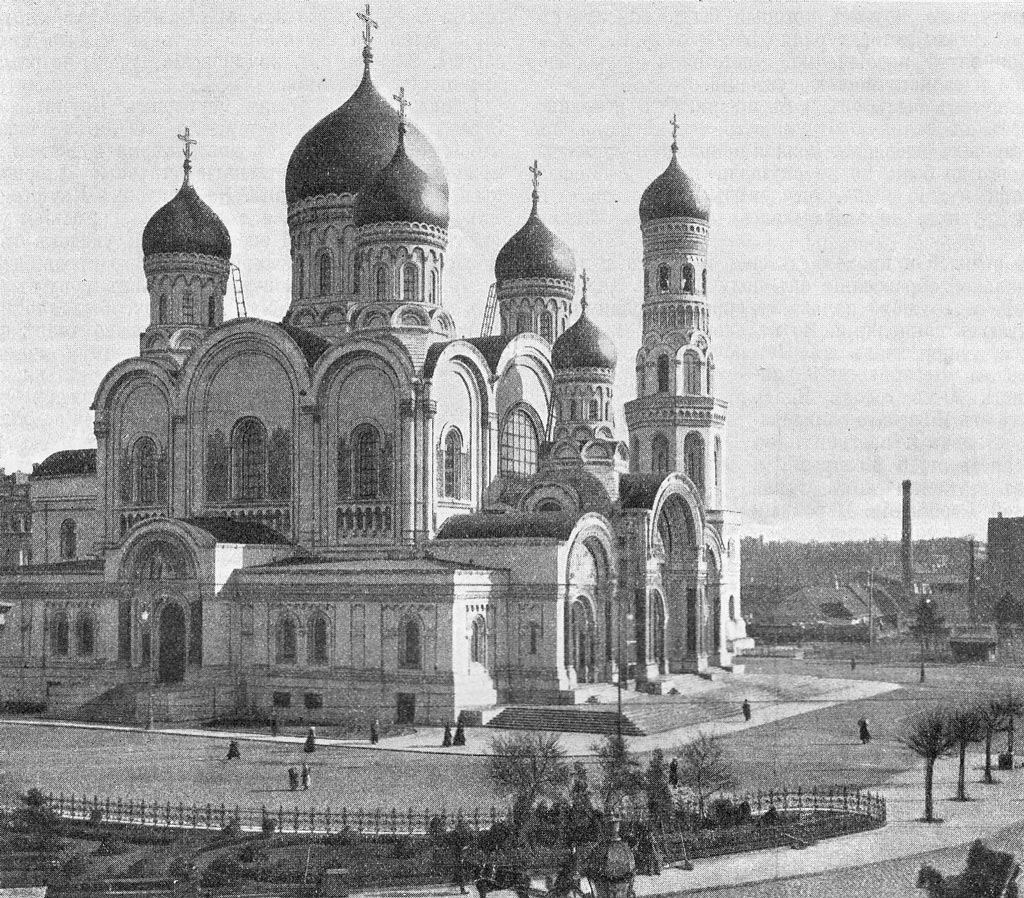
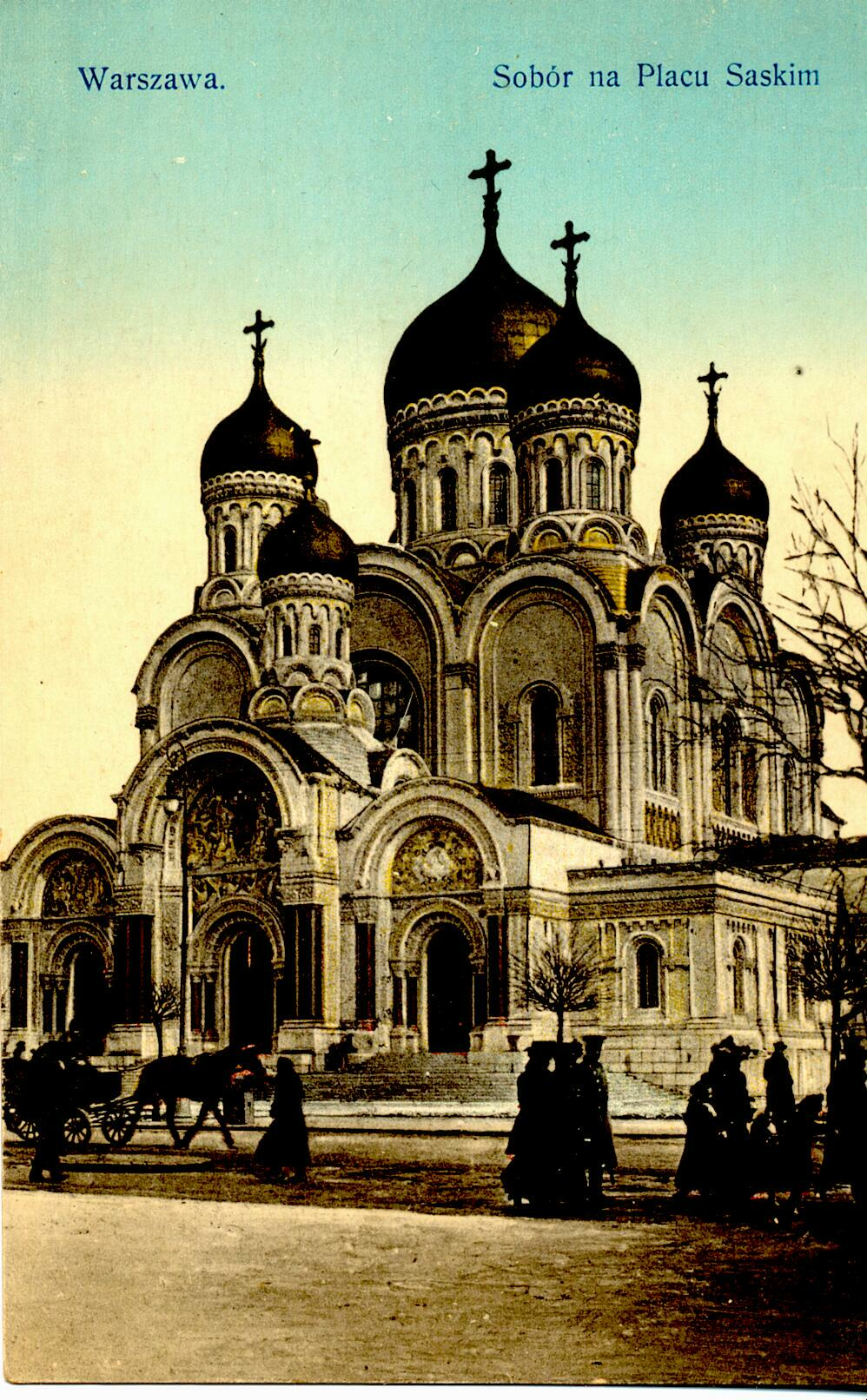
Alexander Nevskikathedraal in 1910
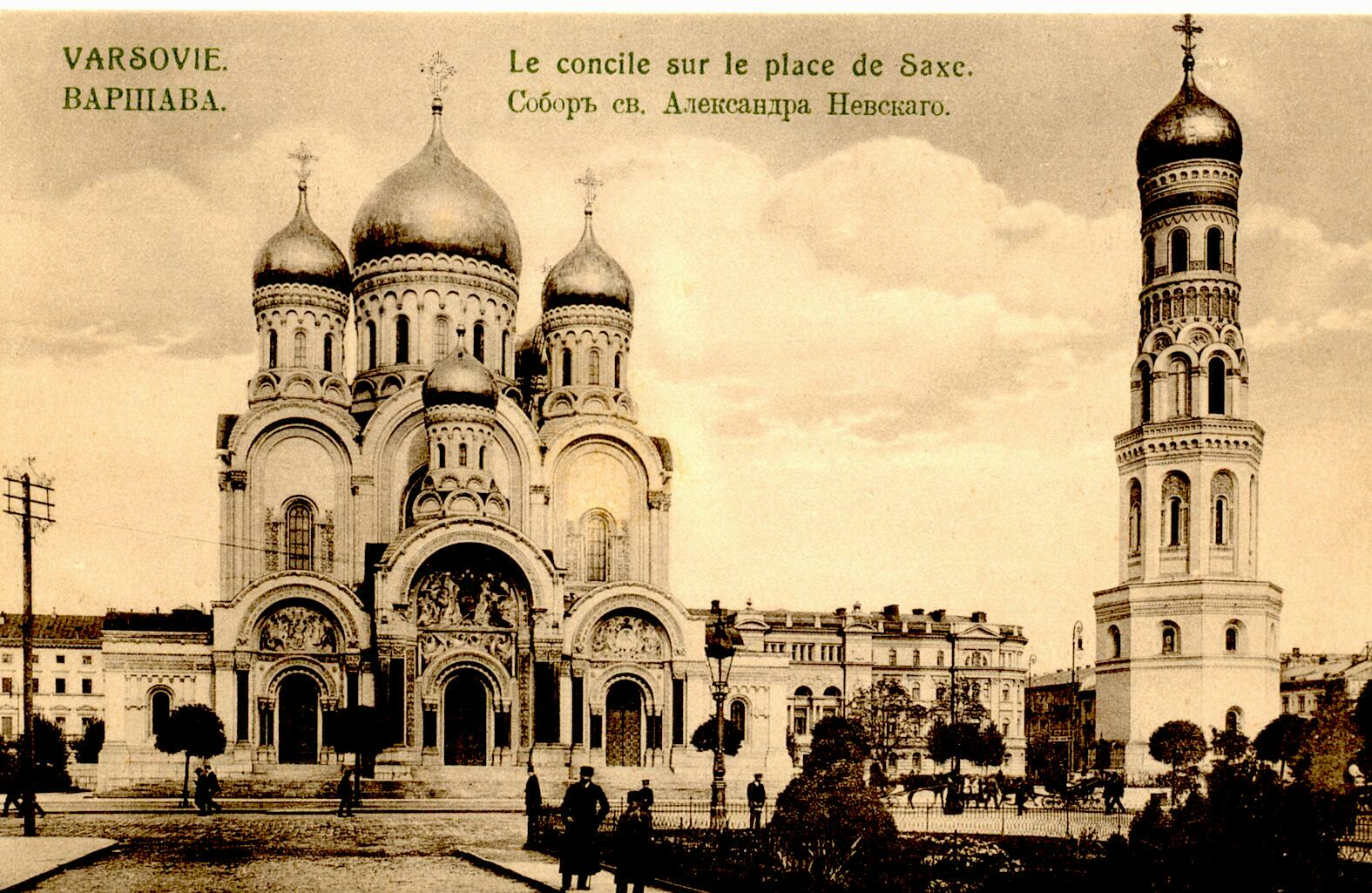
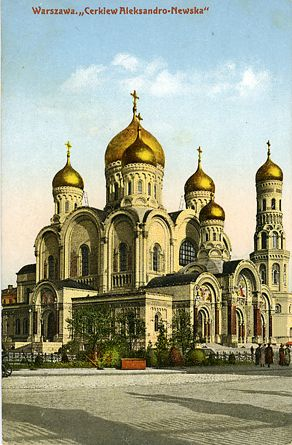
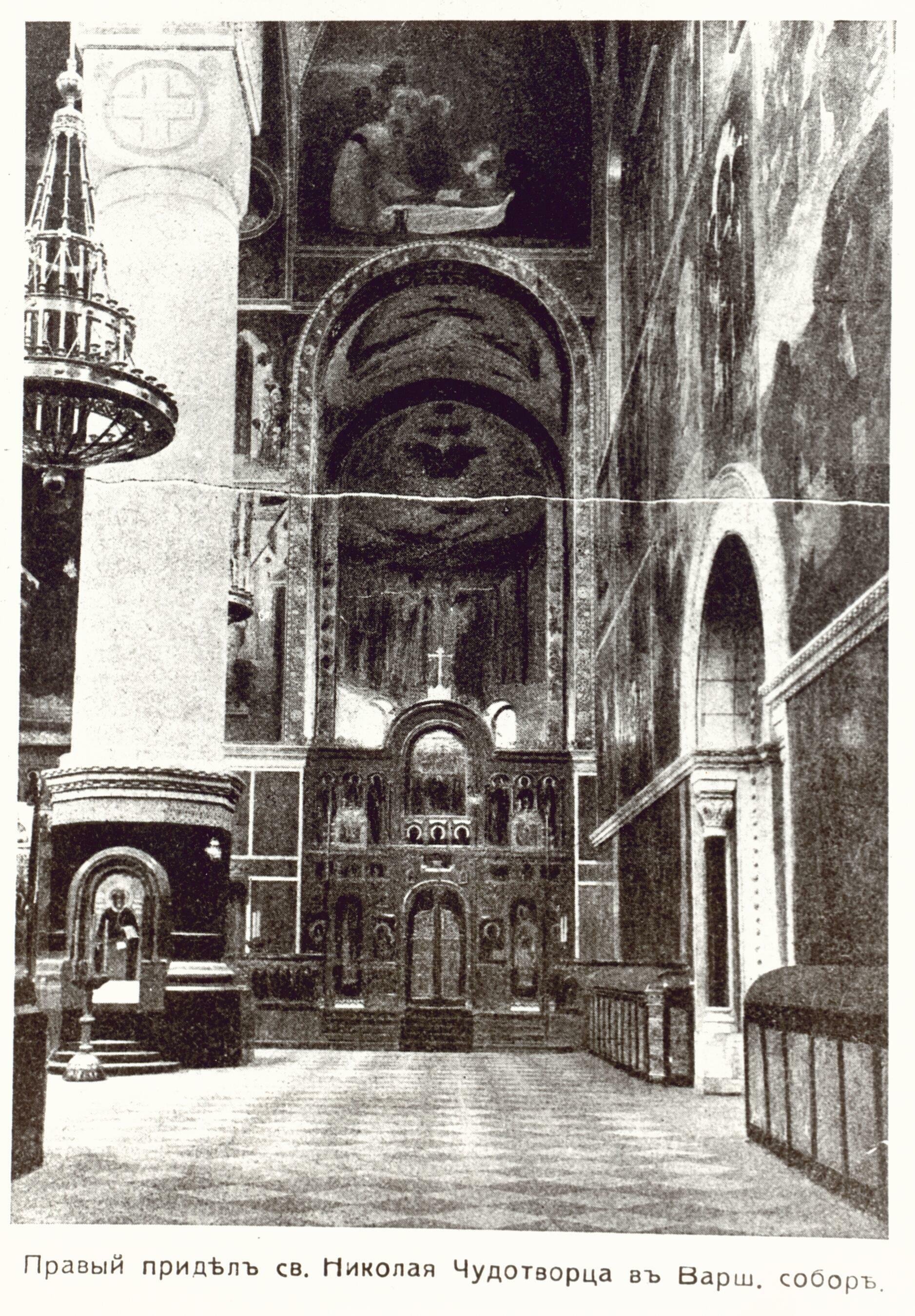
interieur 1913
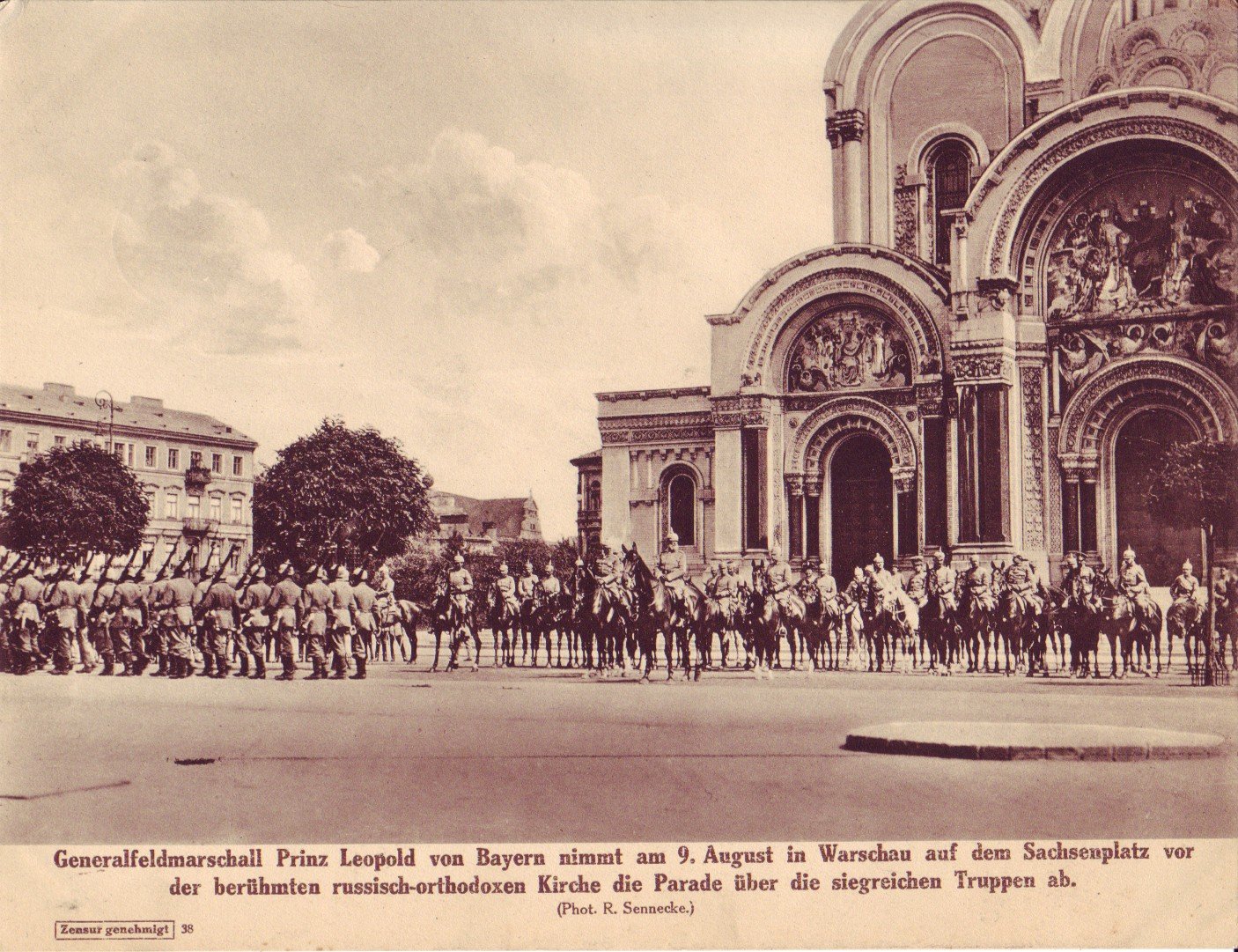
De kathedraal tijdens de Duitse bezetting (1915)
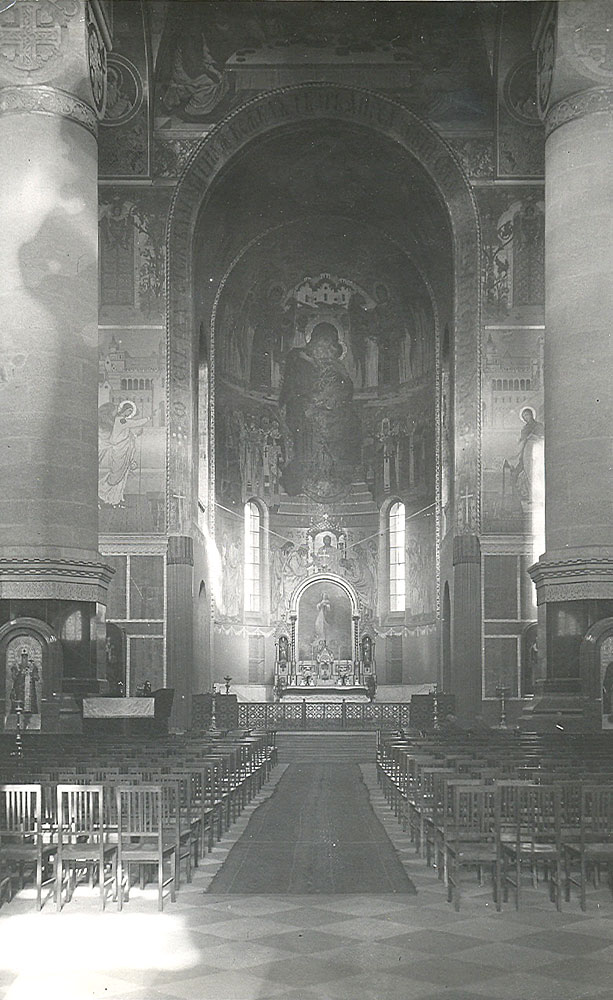
de kathedraal na de herinrichting in 1915